# Баалбек
Баалбек (арап. بعلبك, ст.грч. Ἡλιούπολις) град је у Либану и важан центар у долини реке Бекаа. Налази се око 85 километара североисточно од Бејрута и 75 километара северно од Дамаска. Према процени из 2005. у граду је живело 30 916 становника.
Место је насељено од 8 000. година п. н. е. У римско доба носио је име Хелиополис. Баалбек је чувен по својим храмовима из тог времена, нарочито импозантним рушевинама јупитеровог светилишта, једног од највећих сакралних грађевина свога доба. Шест преосталих стубова јупитеровог храма су симбол Баалбека, и поред дрвета кедра, симбол су Либана. Храмови и стари град Балбек су на листи Светске баштине од 1984.

## Галерија
- Јупитеров храм
- Велико двориште
- Пропилеји на улазу у комплекс храмова
- План храмова
- Бахусов храм у Баалбеку